# Servizio ferroviario suburbano di Charleroi
Il servizio ferroviario suburbano di Charleroi (in francese Train S Charleroi; in olandese S-trein Charleroi) è il servizio ferroviario suburbano che serve la città belga di Charleroi.

## Storia
Il servizio venne attivato il 3 settembre 2018.

## Rete
La rete si compone di 4 linee:
- S61 Ottignies - Jambes
- S62 Luttre - Charleroi-Sud
- S63 Erquelinnes - Charleroi-Sud
- S64 Couvin - Charleroi-Sud